# Llista d'asteroides/143401-143500
| Nom      | Designació provisional | Data de descobriment | Lloc de descobriment | Descobridor/s |
| -------- | ---------------------- | -------------------- | -------------------- | ------------- |
| 143401 - | 2003 BF37              | 28 de gener de 2003  | Kitt Peak            | Spacewatch    |
| 143402 - | 2003 BL42              | 28 de gener de 2003  | Socorro              | LINEAR        |
| 143403 - | 2003 BT42              | 29 de gener de 2003  | Palomar              | NEAT          |
| 143404 - | 2003 BD44              | 30 de gener de 2003  | Anderson Mesa        | LONEOS        |
| 143405 - | 2003 BE44              | 26 de gener de 2003  | Palomar              | NEAT          |
| 143406 - | 2003 BV44              | 27 de gener de 2003  | Anderson Mesa        | LONEOS        |
| 143407 - | 2003 BJ45              | 28 de gener de 2003  | Haleakala            | NEAT          |
| 143408 - | 2003 BS45              | 29 de gener de 2003  | Kitt Peak            | Spacewatch    |
| 143409 - | 2003 BQ46              | 28 de gener de 2003  | Socorro              | LINEAR        |
| 143410 - | 2003 BJ47              | 30 de gener de 2003  | Socorro              | LINEAR        |
| 143411 - | 2003 BS48              | 26 de gener de 2003  | Anderson Mesa        | LONEOS        |
| 143412 - | 2003 BV48              | 26 de gener de 2003  | Kitt Peak            | Spacewatch    |
| 143413 - | 2003 BF49              | 26 de gener de 2003  | Haleakala            | NEAT          |
| 143414 - | 2003 BQ50              | 27 de gener de 2003  | Socorro              | LINEAR        |
| 143415 - | 2003 BF51              | 27 de gener de 2003  | Socorro              | LINEAR        |
| 143416 - | 2003 BG51              | 27 de gener de 2003  | Socorro              | LINEAR        |
| 143417 - | 2003 BN52              | 27 de gener de 2003  | Socorro              | LINEAR        |
| 143418 - | 2003 BA53              | 27 de gener de 2003  | Anderson Mesa        | LONEOS        |
| 143419 - | 2003 BQ53              | 27 de gener de 2003  | Anderson Mesa        | LONEOS        |
| 143420 - | 2003 BQ55              | 28 de gener de 2003  | Kitt Peak            | Spacewatch    |
| 143421 - | 2003 BG56              | 28 de gener de 2003  | Haleakala            | NEAT          |
| 143422 - | 2003 BJ56              | 28 de gener de 2003  | Haleakala            | NEAT          |
| 143423 - | 2003 BL56              | 28 de gener de 2003  | Haleakala            | NEAT          |
| 143424 - | 2003 BB57              | 27 de gener de 2003  | Socorro              | LINEAR        |
| 143425 - | 2003 BG57              | 27 de gener de 2003  | Socorro              | LINEAR        |
| 143426 - | 2003 BR57              | 27 de gener de 2003  | Socorro              | LINEAR        |
| 143427 - | 2003 BF58              | 27 de gener de 2003  | Socorro              | LINEAR        |
| 143428 - | 2003 BV58              | 27 de gener de 2003  | Socorro              | LINEAR        |
| 143429 - | 2003 BW58              | 27 de gener de 2003  | Socorro              | LINEAR        |
| 143430 - | 2003 BF60              | 27 de gener de 2003  | Socorro              | LINEAR        |
| 143431 - | 2003 BC62              | 28 de gener de 2003  | Palomar              | NEAT          |
| 143432 - | 2003 BU62              | 28 de gener de 2003  | Palomar              | NEAT          |
| 143433 - | 2003 BX62              | 28 de gener de 2003  | Palomar              | NEAT          |
| 143434 - | 2003 BY62              | 28 de gener de 2003  | Socorro              | LINEAR        |
| 143435 - | 2003 BD64              | 29 de gener de 2003  | Palomar              | NEAT          |
| 143436 - | 2003 BX66              | 30 de gener de 2003  | Anderson Mesa        | LONEOS        |
| 143437 - | 2003 BY66              | 30 de gener de 2003  | Anderson Mesa        | LONEOS        |
| 143438 - | 2003 BB67              | 30 de gener de 2003  | Haleakala            | NEAT          |
| 143439 - | 2003 BM67              | 27 de gener de 2003  | Anderson Mesa        | LONEOS        |
| 143440 - | 2003 BV70              | 31 de gener de 2003  | Kitt Peak            | Spacewatch    |
| 143441 - | 2003 BM72              | 28 de gener de 2003  | Palomar              | NEAT          |
| 143442 - | 2003 BK73              | 29 de gener de 2003  | Socorro              | LINEAR        |
| 143443 - | 2003 BV73              | 29 de gener de 2003  | Palomar              | NEAT          |
| 143444 - | 2003 BO74              | 29 de gener de 2003  | Palomar              | NEAT          |
| 143445 - | 2003 BV74              | 29 de gener de 2003  | Palomar              | NEAT          |
| 143446 - | 2003 BY75              | 29 de gener de 2003  | Palomar              | NEAT          |
| 143447 - | 2003 BO78              | 31 de gener de 2003  | Socorro              | LINEAR        |
| 143448 - | 2003 BY78              | 31 de gener de 2003  | Palomar              | NEAT          |
| 143449 - | 2003 BG79              | 31 de gener de 2003  | Anderson Mesa        | LONEOS        |
| 143450 - | 2003 BU79              | 31 de gener de 2003  | Socorro              | LINEAR        |
| 143451 - | 2003 BR80              | 31 de gener de 2003  | Socorro              | LINEAR        |
| 143452 - | 2003 BX81              | 31 de gener de 2003  | Socorro              | LINEAR        |
| 143453 - | 2003 BO82              | 31 de gener de 2003  | Socorro              | LINEAR        |
| 143454 - | 2003 BB83              | 31 de gener de 2003  | Socorro              | LINEAR        |
| 143455 - | 2003 BL83              | 31 de gener de 2003  | Socorro              | LINEAR        |
| 143456 - | 2003 BU83              | 31 de gener de 2003  | Socorro              | LINEAR        |
| 143457 - | 2003 BM85              | 31 de gener de 2003  | Goodricke-Pigott     | J. W. Kessel  |
| 143458 - | 2003 BF86              | 24 de gener de 2003  | La Silla             | La Silla      |
| 143459 - | 2003 BG88              | 27 de gener de 2003  | Socorro              | LINEAR        |
| 143460 - | 2003 BQ88              | 27 de gener de 2003  | Socorro              | LINEAR        |
| 143461 - | 2003 BK89              | 28 de gener de 2003  | Socorro              | LINEAR        |
| 143462 - | 2003 BN89              | 28 de gener de 2003  | Socorro              | LINEAR        |
| 143463 - | 2003 BG90              | 28 de gener de 2003  | Socorro              | LINEAR        |
| 143464 - | 2003 BB91              | 31 de gener de 2003  | Socorro              | LINEAR        |
| 143465 - | 2003 CT                | 1 de febrer de 2003  | Palomar              | NEAT          |
| 143466 - | 2003 CW2               | 2 de febrer de 2003  | Socorro              | LINEAR        |
| 143467 - | 2003 CH3               | 2 de febrer de 2003  | Socorro              | LINEAR        |
| 143468 - | 2003 CP3               | 1 de febrer de 2003  | Palomar              | NEAT          |
| 143469 - | 2003 CZ3               | 3 de febrer de 2003  | Palomar              | NEAT          |
| 143470 - | 2003 CZ4               | 1 de febrer de 2003  | Socorro              | LINEAR        |
| 143471 - | 2003 CT5               | 1 de febrer de 2003  | Socorro              | LINEAR        |
| 143472 - | 2003 CJ6               | 1 de febrer de 2003  | Socorro              | LINEAR        |
| 143473 - | 2003 CR6               | 1 de febrer de 2003  | Socorro              | LINEAR        |
| 143474 - | 2003 CX6               | 1 de febrer de 2003  | Socorro              | LINEAR        |
| 143475 - | 2003 CB8               | 1 de febrer de 2003  | Socorro              | LINEAR        |
| 143476 - | 2003 CB9               | 2 de febrer de 2003  | Anderson Mesa        | LONEOS        |
| 143477 - | 2003 CC10              | 2 de febrer de 2003  | Haleakala            | NEAT          |
| 143478 - | 2003 CJ10              | 2 de febrer de 2003  | Socorro              | LINEAR        |
| 143479 - | 2003 CP10              | 3 de febrer de 2003  | Palomar              | NEAT          |
| 143480 - | 2003 CU10              | 3 de febrer de 2003  | Anderson Mesa        | LONEOS        |
| 143481 - | 2003 CB11              | 3 de febrer de 2003  | Haleakala            | NEAT          |
| 143482 - | 2003 CU12              | 2 de febrer de 2003  | Palomar              | NEAT          |
| 143483 - | 2003 CF13              | 3 de febrer de 2003  | Palomar              | NEAT          |
| 143484 - | 2003 CY13              | 3 de febrer de 2003  | Kitt Peak            | Spacewatch    |
| 143485 - | 2003 CV14              | 3 de febrer de 2003  | Haleakala            | NEAT          |
| 143486 - | 2003 CJ15              | 4 de febrer de 2003  | Anderson Mesa        | LONEOS        |
| 143487 - | 2003 CR20              | 11 de febrer de 2003 | Haleakala            | NEAT          |
| 143488 - | 2003 CX21              | 3 de febrer de 2003  | Socorro              | LINEAR        |
| 143489 - | 2003 DS                | 21 de febrer de 2003 | Palomar              | NEAT          |
| 143490 - | 2003 DL3               | 22 de febrer de 2003 | Palomar              | NEAT          |
| 143491 - | 2003 DO3               | 22 de febrer de 2003 | Palomar              | NEAT          |
| 143492 - | 2003 DP4               | 22 de febrer de 2003 | Kleť                 | Kleť          |
| 143493 - | 2003 DF5               | 19 de febrer de 2003 | Palomar              | NEAT          |
| 143494 - | 2003 DB8               | 22 de febrer de 2003 | Palomar              | NEAT          |
| 143495 - | 2003 DW9               | 24 de febrer de 2003 | Uccle                | T. Pauwels    |
| 143496 - | 2003 DU10              | 26 de febrer de 2003 | Campo Imperatore     | CINEOS        |
| 143497 - | 2003 DB11              | 23 de febrer de 2003 | Kitt Peak            | Spacewatch    |
| 143498 - | 2003 DJ12              | 25 de febrer de 2003 | Campo Imperatore     | CINEOS        |
| 143499 - | 2003 DQ12              | 26 de febrer de 2003 | Campo Imperatore     | CINEOS        |
| 143500 - | 2003 DU13              | 25 de febrer de 2003 | Haleakala            | NEAT          |